# Hlîboka Dolîna, Horol
Hlîboka Dolîna (în ucraineană Глибока Долина) este un sat în comuna Staroavramivka din raionul Horol, regiunea Poltava, Ucraina.

## Demografie
Componența lingvistică a localității Hlîboka Dolîna
     Ucraineană (96,9%)
     Rusă (3,1%)
Conform recensământului din 2001, majoritatea populației localității Hlîboka Dolîna era vorbitoare de ucraineană (96,9%), existând în minoritate și vorbitori de rusă (3,1%).